# 三氟化铀
三氟化铀是一种无机化合物，化学式UF3。

## 制备
三氟化铀可以由四氟化铀在 900 °C 被铝或铀金属还原而成：
{\displaystyle \mathrm {UF_{4}+Al\longrightarrow UF_{3}+AlF} }
{\displaystyle \mathrm {3\ UF_{4}+U\longrightarrow 4\ UF_{3}} }